# Dendrobium pseudostriatellum
Dendrobium pseudostriatellum är en orkidéart som beskrevs av Jeffrey James Wood och P.O'byrne. Dendrobium pseudostriatellum ingår i släktet Dendrobium, och familjen orkidéer. Inga underarter finns listade i Catalogue of Life.